# Norra Visby
Norra Visby – miejscowość (tätort) w Szwecji, w regionie administracyjnym (län) Gotland, w gminie Gotland.
Według danych Szwedzkiego Urzędu Statystycznego liczba ludności wyniosła: 551 (31 grudnia 2015), 652 (31 grudnia 2018) i 653 (31 grudnia 2019).